# Carlos Ribeiro (escritor)
Carlos Jesus Ribeiro (Salvador, 19 de agosto de 1958) é um jornalista, professor e escritor brasileiro, imortal da Academia de Letras da Bahia, Cadeira 5, doutor em literatura pela Universidade Federal da Bahia.

É professor do curso de Jornalismo da Universidade Federal do Recôncavo da Bahia (UFRB) desde 2006, e autor de mais de vinte livros de ficção, ensaio e reportagem, entre eles Já vai longe o tempo das baleias (1982) e Abismo (2004).

```0
1. ↑   «LITERATURA Top 10: Grandes escritores baianos – CARLOS RIBEIRO. Nesta quarta-feira (27), o iBahia homenageia grandes nomes da literatura». iBahia. Consultado em 27 de janeiro de 2011
2. ↑   «Carlos Ribeiro - biografia». Tiro de Letra. Consultado em 14 de fevereiro de 2021
3. 1 2   «Most widely held works by Carlos Ribeiro». OCLC. Consultado em 14 de fevereiro de 2021
4. ↑   «Professor da UFRB toma posse hoje na Academia de Letras da Bahia». UFRB. Consultado em 14 de fevereiro de 2021
5. ↑  «Corpo Docente – Curso de Jornalismo». UFRB. Consultado em 30 de junho de 2025
6. ↑  «Perfil do acadêmico Carlos Ribeiro». Academia de Letras da Bahia. Consultado em 30 de junho de 2025